# Скална черноопашка
Скална черноопашка (Oenanthe scotocerca) е вид птица от семейство Muscicapidae.

## Разпространение
Видът е разпространен в Чад, Еритрея, Етиопия, Кения, Сомалия, Южен Судан, Судан и Уганда.